# Crithagra gularis
Il canarino testastriata (Crithagra gularis (Smith, 1836)) è un uccello passeriforme della famiglia dei Fringillidi.

## Etimologia
Il nome scientifico della specie, gularis, deriva dal latino e significa "riferito alla gola", in riferimento alla colorazione di questi uccelli.

## Descrizione

### Dimensioni
Misura 13–16 cm di lunghezza, per un peso di 10-26 g.

### Aspetto
Si tratta di uccelletti dall'aspetto robusto ma slanciato, muniti di testa arrotondata con becco conico, ali appuntite e coda dalla punta lievemente forcuta.

Il piumaggio è piuttosto sobrio, dominato dai toni del grigio uniforme, più scuro su testa e area dorsale, quasi nerastro su ali e coda (le prime con copritrici orlate di grigio-brunastro), più chiaro sul petto, tendente al bruno-cannella sul ventre, più chiaro e tendente al biancastro sul sopracciglio (che si prolunga fino alla nuca, fruttando alla specie il nome comune), sulla gola e sul sottocoda. Il becco è di colore carnicino con parte superiore e punta nerastre, le zampe sono anch'esse di color carnicino e gli occhi sono bruno-rossicci.

## Biologia

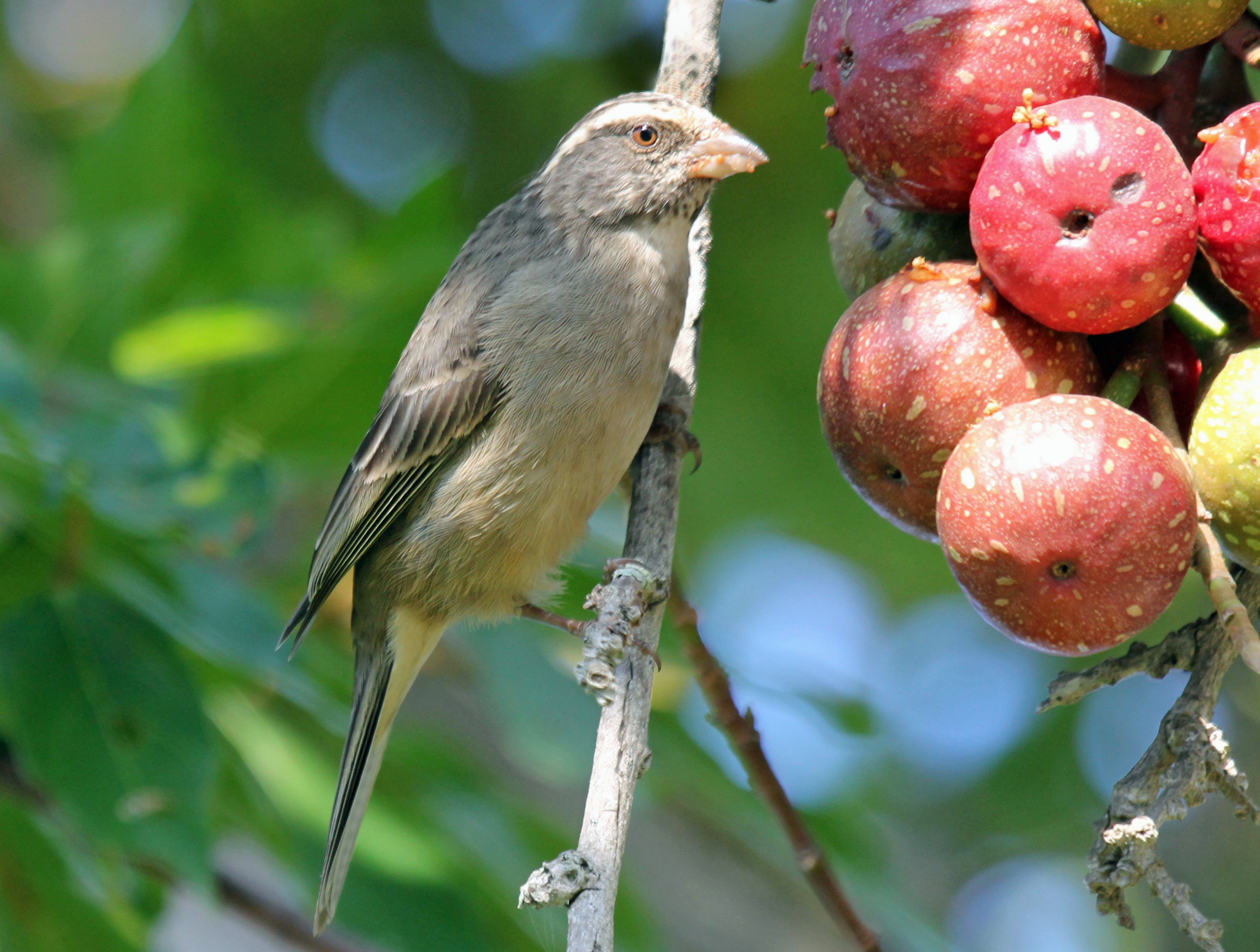
Esemplare suu n fico del Capo a Plettenberg Bay.

Si tratta di uccelli dalle abitudini essenzialmente diurne, che passano la maggior parte della giornata alla ricerca di cibo fra i rami ed i cespugli.

### Alimentazione
Si tratta di uccelli perlopiù granivori, che però integrano la propria dieta anche con altri cibi di origine vegetale (frutti, bacche, germogli, fiori) e animale (insetti e altri piccoli invertebrati).

### Riproduzione
La stagione degli amori va da settembre (cominciando forse ancora prima, in giugno-agosto, nella porzione occidentale dell'areale) a marzo: si tratta di uccelli monogami, coi maschi che si occupano perlopiù di fare la guardia all'area circostante il nido e di reperire il cibo per la nidiata e per la compagna, alla quale tocca l'onere della costruzione del nido (a forma di coppa, situato fra i rami) e della cova delle 3-5 uova, che dura circa due settimane. Accuditi da ambedue i genitori, i nidiacei (che schiudono ciechi ed implumi) sono pronti per l'involo a tre settimane di vita, e possono dirsi completamente indipendenti attorno al mese e mezzo dalla schiusa.

## Distribuzione e habitat

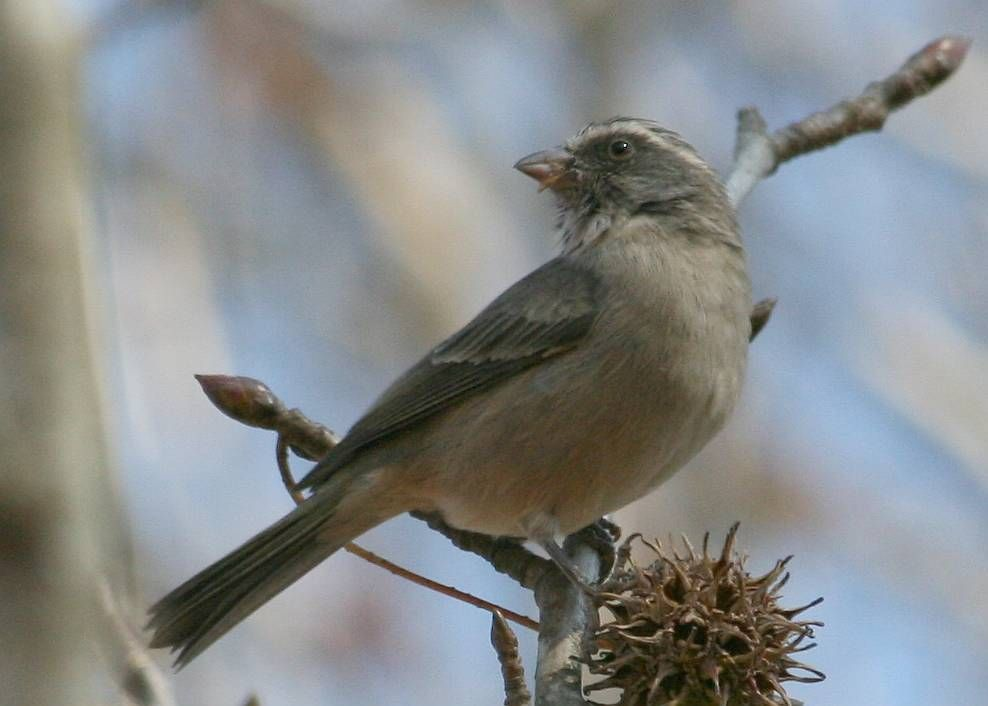
Esemplare nei pressi di Pietermaritzburg.

La specie è diffusa in Africa meridionale, occupando un areale che comprende l'Angola e l'area fra Mozambico e area costiera del Sudafrica orientale e meridionale.
L'habitat di questi uccelli è rappresentato dalle aree erbose prative e di savana con presenza di zone cespugliose ed alberate.

## Sistematica
Se ne riconoscono cinque sottospecie
- Crithagra gularis gularis (Smith, 1836) - la sottospecie nominale, diffusa in Botswana sud-orientale e nelle province sudafricane del Nord Ovest settentrionale e del Limpopo;
- Crithagra gularis benguelensis (Reichenow, 1902) - diffusa in Angola centrale, Zambia occidentale e nelle estreme propaggini nord-orientali della Namibia;
- Crithagra gularis endemion (Clancey, 1952) - diffusa in Mozambico meridionale, Swaziland, Lesotho e province sudafricane di Mpumalanga, Free State e KwaZulu-Natal;
- Crithagra gularis humilis (Bonaparte, 1850) - endemica della costa sudafricana attorno al Capo di Buona Speranza;
- Crithagra gularis mendosa (Clancey, 1966) - diffusa in Botswana nord-orientale, Zimbabwe e Mozambico nord-occidentale;